# 斯維斯特河
50°46′31.72″N 6°49′56.37″E / 50.7754778°N 6.8323250°E

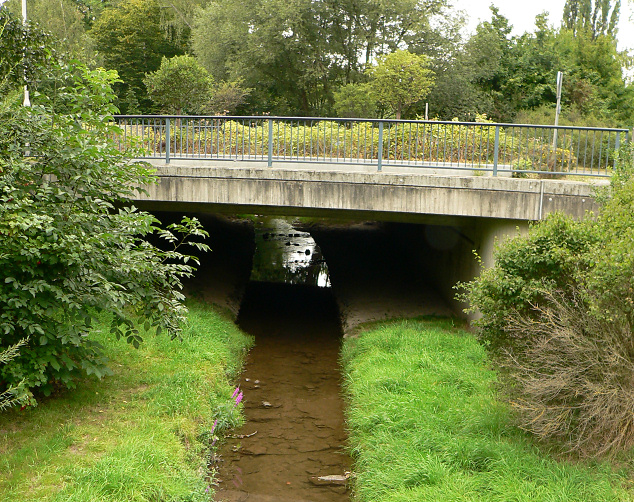

斯維斯特河（德語：Swist），是德國北萊茵-威斯特法倫州的河流，屬於埃爾夫特河的支流，河道全長43.6公里，流域面積289平方公里，發源自卡倫博恩，在埃尔夫特施塔特附近注入埃爾夫特河。

## 外部連結
- Gewässersteckbrief(German) (PDF-Dokument, 215 KB)